# Aciagrion walteri
Aciagrion walteri är en trollsländeart som beskrevs av Salvatore Carfi och D'andrea 1994. Aciagrion walteri ingår i släktet Aciagrion och familjen dammflicksländor. Inga underarter finns listade i Catalogue of Life.